# Хачай, Юрий Васильевич
Юрий Васильевич Хачай (1947—2019) — советский и российский учёный и педагог в области геофизики, организатор науки, доктор физико-математических наук (1991), профессор (1997). Главный научный сотрудник ИГФ УрО РАН (1990—2019).
Автор более 100 научных трудов в области геотермии и геофизики.

## Биография
Родился 1 мая 1947 года в городе Батайск Ростовской области.
С 1964 по 1969 годы проходил обучение на физическом факультете Уральского государственного университета, по окончании которого получил специализацию геофизика. С 1969 по 1971 годы работал младшим научным сотрудником в Особом конструкторском бюро Уральского оптико-механического завода.
С 1971 по 1974 годы обучался в аспирантуре по кафедре геофизики, был учеником профессора Ю. П. Булашевича. С 1974 года начал свою научно-исследовательскую работу в Лаборатории ядерной геофизики Институте геофизики УрО РАН: с 1974 по 1979 годы — младший научный сотрудник, с 1979 по 1990 годы — ведущий научный сотрудник, с 1990 по 2019 годы — главный научный сотрудник и заведующий Лаборатории геодинамики.
С 1976 года начал свою педагогическую деятельность на физическом факультете Уральского государственного университета в должности профессора на кафедре геодезии и астрономии, читал курс лекций по вопросам общей геофизики, одновременно с 2001 по 2019 годы — профессор кафедры математики математического факультета Уральского горного университета.
В 1975 году Ю. В. Хачай защитил диссертацию на соискание учёной степени — кандидата физико-математических наук по теме: «Миграция He4 и Ar40 при дифференциации вещества верхней мантии в процессе термической эволюции Земли», в 1991 году — доктора физико-математических наук по теме: «Математическое моделирование термической эволюции и конвекции мантии Земли». В 1997 году Ю. В. Хачаю было присвоено учёное звание — профессора.
Основная научно-исследовательская деятельность Ю. В. Хачая была связана с вопросами в области конвекции внутренних областей планеты, термической эволюции земли и геотермии. При его участии были проведены исследования в области использования обратной задачи для системы уравнений конвекции и усовершенствована методика наблюдения данных связанных с вопросами региональной геотермии.
Ю. В. Хачай помимо основной деятельности являлся: учёным секретарём Диссертационного совета ИГФ УрО РАН, членом Секции по глобальной геодинамики и членом Научного совета Российской академии наук в области геотермических исследований, членом Объединённого совета по науке о земле Уральского отделения Российской академии наук, членом Уральского отделения Всероссийского тектонического комитета, являлся членом редакционных советов таких научных специализированных журналов как: «Уральский геофизический вестник», «Мониторинг. Наука и технологии» и «Литосфера». Был автором свыше ста научных работ в области геофизики.
Супруга — геофизик О. А. Хачай (1946—2023), сыновья Михаил, Андрей и Олег также посвятили себя научной работе по области физико-математических наук.
Скончался 24 апреля 2019 года в Екатеринбурге. Похоронен на Лесном кладбище.